# Reino de Jerusalén
El Reino de Jerusalén (en latín: Regnum Hierosolymitanum), a veces denominado el Reino Latino de Jerusalén o el Reino de Acre, fue un Estado católico latino que se fundó en el Levante mediterráneo en 1099 tras la conquista de Jerusalén en la Primera Cruzada. El reino tuvo una vigencia de doscientos años y ocupó partes de las actuales Israel, Palestina, Líbano y Jordania. Fue destruido en 1291 con la conquista de Acre por los mamelucos musulmanes. Su capital fue Jerusalén.

## Fundación e historia inicial
La Primera Cruzada se inició como consecuencia del Concilio de Clermont, convocado por el papa Urbano II en el año 1095. Su principal objetivo era la reconquista de los Santos Lugares. El Reino como tal nació con la toma de Jerusalén en 1099, el punto álgido de la Cruzada. Godofredo de Bouillón, duque de Lorena y uno de los principales jefes de la Cruzada, fue elegido como primer rey. No obstante, rehusó tomar dicho título, alegando que un hombre no debía llevar una corona donde Cristo había llevado la corona de espinas; en su lugar, eligió el título de Advocatus Sancti Sepulchri (Defensor del Santo Sepulcro). La fundación del Reino de Jerusalén quedó finalmente asegurada con la derrota del Egipto fatimí en la batalla de Ascalón.
Al principio hubo ciertas dudas sobre cómo debería organizarse políticamente el territorio. Algunos cruzados pensaban que debía ser gobernado como una teocracia por el papa, una idea que el legado papal, Dagoberto de Pisa, trató de imponer en 1100. Godofredo posiblemente hubiera estado de acuerdo con ello y hubiera intercambiado el reino teocrático de Jerusalén por uno secular en Egipto, pero durante su corto reinado se sentaron en Jerusalén las bases de un reino secular, pese a los esfuerzos de Dagoberto. Rápidamente se estableció una jerarquía católica que sustituyó a las autoridades cristianas ortodoxas griegas y sirias: un patriarca latino se instaló en Jerusalén, y con él gran número de obispos y arzobispos que dependían de él. Godofredo murió en 1100. Su hermano y sucesor, Balduino I, optó claramente por una monarquía secular al estilo de las de Europa occidental. Balduino no era tan escrupuloso como su hermano, y se hizo coronar rey de Jerusalén (aunque Dagoberto, entonces patriarca latino de Jerusalén, se negó a coronarlo en dicha ciudad y la ceremonia tuvo lugar en Belén).
Balduino extendió con gran éxito las fronteras del reino, conquistando los puertos de Acre (1104), Beirut (1110) y Sidón (1111), al mismo tiempo que ejercía su soberanía sobre otros Estados cruzados: el condado de Edesa (que él había fundado), el principado de Antioquía, y más tarde, cuando se conquistó Trípoli, el condado de Trípoli. Igualmente tuvo éxito en su defensa del reino frente a las sucesivas invasiones musulmanas que tuvo que afrontar: la de los fatimíes de Egipto, a los que venció en Ramala y en diferentes lugares al sudoeste del reino; y la de los musulmanes de Damasco y Mosul, en el noreste, en 1113. Asimismo, fue testigo de un aumento en el número de habitantes latinos, debido a que la pequeña Cruzada de 1101 trajo consigo refuerzos para el reino. Las ciudades-estado italianas de Venecia, Pisa y Génova comenzaron a desempeñar un papel muy importante en el reino. Sus flotas ayudaban a la toma de los puertos, donde posteriormente se les concedían barrios en los que tenían gran autonomía económica. Balduino también repobló Jerusalén con cristianos nativos, después de su expedición más allá del río Jordán en 1115. De todos modos, el reino nunca superó su aislamiento geográfico de Europa, ni fue capaz de aumentar sus fronteras más hacia el Este con el fin de crear un frente con más posibilidades de defensa. Durante la mayor parte de su historia, el reino estuvo confinado a una estrecha franja de tierra entre el Mediterráneo y el río Jordán; los territorios allende del Jordán estaban sujetos a guerras y constantes razias, que finalmente provocaron su caída.
Balduino I murió sin herederos en 1118, y le sucedió su primo, Balduino de Le Bourg, conde de Edesa. Balduino II fue igualmente un rey capaz y supo hacer frente a los ataques de fatimíes y selyúcidas. En su reinado se estableció la primera de las órdenes militares, y las fronteras del reino siguieron ensanchándose con la captura de la ciudad de Tiro en 1124. La influencia del reino de Jerusalén se extendió igualmente sobre Edesa y Antioquía, en las que Balduino II actuó como regente al morir sus gobernantes en el campo de batalla, aunque Balduino mismo fue derrotado y puesto en prisión por los turcos selyúcidas varias veces a lo largo de su reinado, y el propio reino de Jerusalén debió ser gobernado por un regente. Las hijas de Balduino se casaron con familiares del conde de Edesa y del príncipe de Antioquía. Su hija Melisenda fue declarada su heredera y le sucedió a su muerte en 1131.

## Vida en el reino
La población del reino fue siempre escasa: aunque constantemente llegaba un pequeño flujo de colonos y nuevos cruzados, la mayor parte de los que habían luchado en la Primera Cruzada volvieron a sus casas sin más. Los latinos no fueron más que el estrato superior situado sobre los musulmanes nativos y la población siria. No obstante, Jerusalén pasó a ser conocida como Outremer, palabra francesa que significa Ultramar, y, conforme las nuevas generaciones crecían en el reino, comenzaron a considerarse orientales en vez de inmigrantes. Así, en muchos sentidos, se comportaban más como los orientales (sirios) que como los europeos occidentales de aquellos días. Con frecuencia aprendían griego, árabe y otros idiomas orientales. Asimismo establecían enlaces matrimoniales con griegos y armenios. Tal y como el cronista Fulquerio de Chartres escribió: nosotros que éramos occidentales ahora nos hemos convertido en orientales.

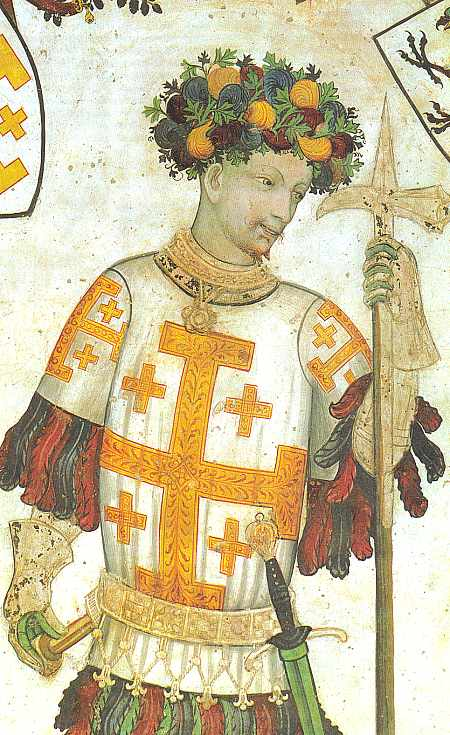
Godofredo de Bouillon.

Fulquerio, un participante en la Primera Cruzada, continuó su crónica hasta 1127. Después no hay ningún testigo de lo ocurrido en Jerusalén hasta la llegada de Guillermo de Tiro, arzobispo de Tiro y canciller de Jerusalén, quien comenzó a escribir alrededor de 1167 y murió hacia 1184. No obstante, sus escritos incluyen mucha información sobre la Primera Cruzada y los años transcurridos entre la muerte de Fulquerio y su tiempo. Desde el punto de vista musulmán, están las memorias de Usama Ibn Munqid, un soldado y embajador de Damasco en Jerusalén y Egipto. Estas memorias, Kitab al i'tbiar, incluyen un relato muy vivo de la sociedad cruzada en el este. El resto de la información se puede obtener de viajeros tales como Benjamín de Tudela e Ibn Yubair.

### Demografía
El reino de Jerusalén se basó en un sistema feudal similar al de la Europa de su tiempo, aunque con importantes rasgos propios. Para empezar, el reino ocupaba sólo una pequeña franja de terreno y disponía de escaso terreno agrícola. En la zona, a diferencia de la Europa medieval, la economía había sido predominantemente urbana desde tiempos inmemoriales. Aunque la nobleza técnicamente poseía tierra, prefería vivir en Jerusalén o en otras ciudades, cerca de la corte. Al igual que en Europa, los nobles poseían sus propios vasallos, al tiempo que ellos mismos eran vasallos del rey; sin embargo, la producción agrícola se regulaba por el equivalente musulmán del sistema feudal (denominado itqa), sistema que no fue cuestionado por los cruzados. Aunque los musulmanes (al igual que los judíos y los cristianos orientales) fueron perseguidos en las ciudades (y a los musulmanes al principio se les prohibió la entrada en Jerusalén), en las zonas rurales continuaron viviendo como antes. El rais, jefe de la comunidad musulmana, era una especie de vasallo del noble propietario de la tierra en la que vivía, pero como de hecho los nobles cruzados eran terratenientes absentistas, el rais y su comunidad tenían un alto grado de autonomía. Cultivaban alimentos para los cruzados, pero no estaban obligados a un servicio militar como los vasallos europeos. 
Las ciudades-estado italianas, por su parte, no pagaban nada a pesar de poseer barrios en las ciudades portuarias. Como resultado de todo ello, los ejércitos cristianos solían ser pequeños y estar compuestos por individuos pertenecientes a las familias francesas de las ciudades. El mayor problema de la sociedad cruzada era que un elevado porcentaje de la población estaba constituido por peregrinos y soldados que sólo permanecían allí durante un tiempo. Por esta razón, nunca llegó a consolidarse una sociedad occidental estable y, por lo tanto, se hizo necesario recurrir a la población local en busca de efectivos militares.
La carencia de soldados se solucionó parcialmente con la creación de las órdenes militares. Los templarios y los Caballeros Hospitalarios, órdenes creadas en los primeros años de la historia del reino, con frecuencia tomaban el lugar de los nobles en el campo de batalla. Aunque su cuartel general estaba en Jerusalén, los caballeros habitaban generalmente en enormes castillos y eran gobernados directamente por el papa, no por el rey. Eran autónomos y, técnicamente, no estaban obligados a un servicio militar, aunque de hecho participaron en la mayor parte de las batallas.

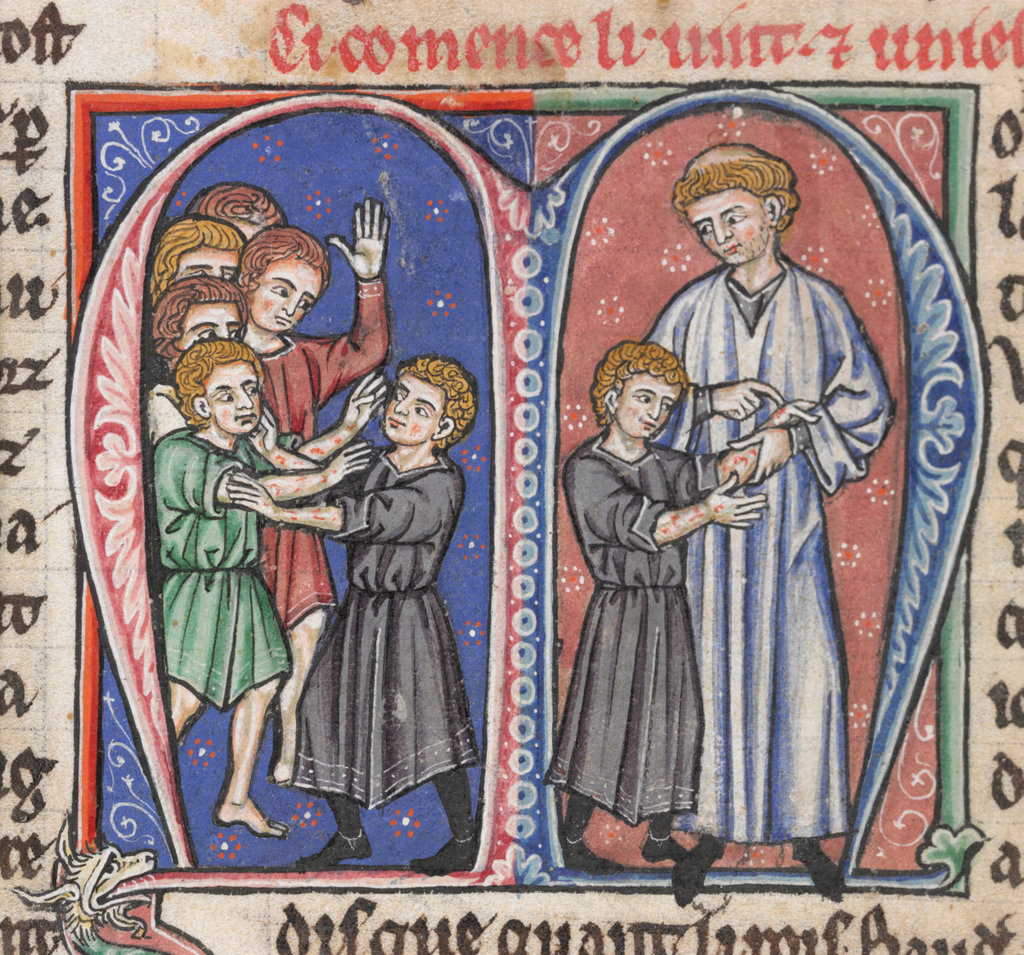
Balduino IV de Jerusalén.

En el siglo XIII, Juan de Ibelín escribió un listado de los feudos y los caballeros que los gobernaban; desgraciadamente, este listado refleja el reino en el siglo XIII y no da indicación alguna de la población no noble y no latina.

### Economía
La composición básicamente urbana de la zona, junto con la presencia de los mercaderes italianos, llevó al desarrollo de una economía que tenía mucho más de comercial que de agraria. Israel desde siempre había sido un cruce de caminos en el que se encontraban diferentes rutas comerciales; ahora este comercio se extendió hasta Europa. Los productos europeos, tales como las lanas del Norte de Europa, llegaron hasta Oriente Medio y Asia, mientras que los productos asiáticos llegaban a Europa. Jerusalén se dedicó especialmente al comercio de la seda, algodón y especias; otros productos que se dieron a conocer en Europa por primera vez, debido al comercio iniciado por este reino, fueron las naranjas y el azúcar. De este último producto diría Guillermo de Tiro: es muy necesario para la salud y la humanidad.
Jerusalén, a su vez, obtenía beneficios a través de los tributos, en primer lugar de las ciudades costeras que aún no había conquistado, y después de los Estados vecinos como Damasco y Egipto, a los que no pudo conquistar directamente. Una vez Balduino I extendió sus dominios allende el Jordán, Jerusalén también obtuvo beneficios de las tasas que cobraba a las caravanas que cruzaban de Siria a Egipto o Arabia. Esta economía monetaria permitió que el problema de la escasez de efectivos militares se solucionase recurriendo a contratar mercenarios, algo poco habitual en la Europa medieval. Los mercenarios podían ser cruzados europeos, o bien, con más frecuencia, soldados musulmanes, como los famosos turcopolos.

### Gobierno y sistema legal

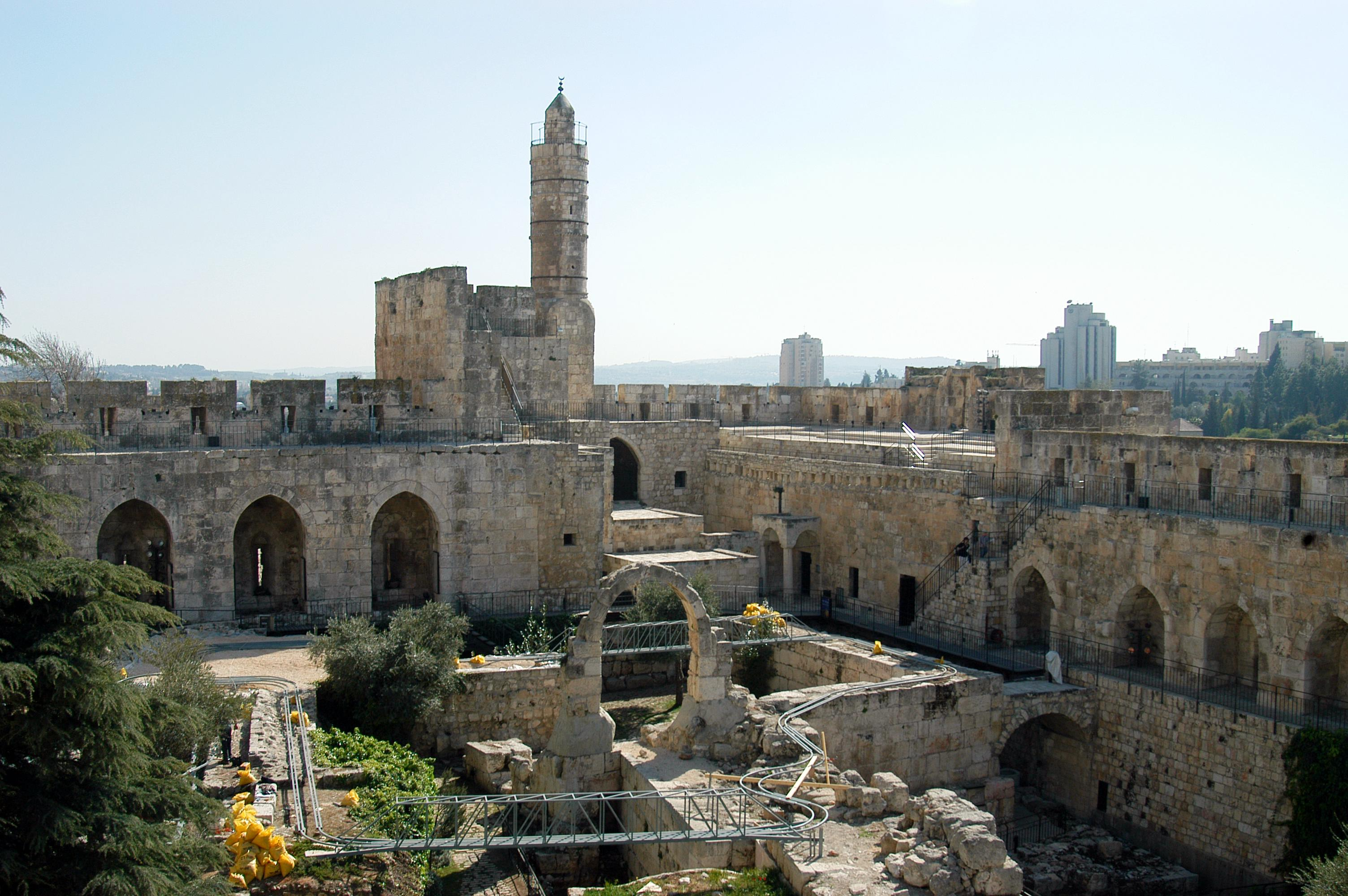
La Torre de David en Jerusalén en la actualidad.

Con las conquistas de la Primera Cruzada, la tierra fue repartida entre los vasallos leales a Godofredo de Bouillón, creándose de este modo un gran número de señoríos dentro del reino. Así continuó con los sucesores de Godofredo. Además, el rey era asistido por varios funcionarios estatales. Dado que los nobles tendían a vivir en la ciudad en vez de en el campo, su influencia sobre el rey era mucho mayor de lo que era habitual en Europa. Los nobles constituían la Alta Corte de Jerusalén (Cámara Alta), una forma inicial de parlamento que asimismo se estaba ya desarrollando en Europa. La Cámara Alta estaba formada por los obispos y los nobles más importantes, y era la responsable de confirmar la elección del nuevo rey (o la regencia si se daba el caso), recaudar impuestos, acuñar moneda, asignar dinero al rey y reclutar ejércitos. La Alta Corte era el único órgano judicial para los nobles del reino, y actuaba en casos como asesinato, violación y traición, o simplemente en disputas entre señores feudales, tales como recuperación de esclavos, venta y compra de feudos, y carencias de servicios. Los castigos podían llegar a la confiscación de la tierra y exilio, o, en casos extremos, a la muerte. Las primeras Leyes del Reino fueron establecidas, según la tradición, durante el corto reinado de Godofredo de Bouillón, pero lo más probable es que fueran promulgadas por Balduino II en 1120, aunque en realidad no ha sobrevivido ninguna ley escrita anterior al siglo XIII (los llamados Assizes de Jerusalén).
Había otras cámaras o tribunales de menor importancia, para latinos no nobles, así como para no latinos: La Cour des Bourgeois era el tribunal para los latinos no nobles, y también había una tribunal especial, como el Cour de la Fond y el Cour de la Mer, utilizados por los mercaderes en las ciudades costeras. Los tribunales islámicos continuaron como antes de la invasión, y asimismo los tribunales de los cristianos orientales, aunque los crímenes capitales eran juzgados también en la Cour des Bourgeois (o incluso la Alta Corte, si el crimen era lo suficientemente severo).
El rey era el presidente de la Alta Corte, aunque legalmente era primus inter pares. El rey y dicha cámara se localizaban normalmente en Jerusalén, pero el rey podía hacer reuniones (cortes) también en Acre, Nablus o Tiro, o donde se diera el caso. En Jerusalén, la familia real vivía en el palacio y aledaños, que se situaban en los alrededores de la Torre de David, o bien, como alternativa, en el monte del Temple, donde los Caballeros Templarios tenían su cuartel general.

## Jerusalén a mediados delsigloXII

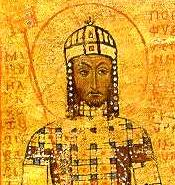
Fresco del emperador bizantino Manuel I Comneno, quien se convirtió en un estrecho aliado del Reino de Jerusalén.

A Balduino II le sucedió en 1131 su hija Melisenda, que reinó junto con su marido Fulco, primer conde de Anjou. Durante su reinado tuvo lugar el apogeo artístico y económico del Reino, con la edición del Misal de la reina Melisenda encargado entre 1135 y 1143, y la construcción de la iglesia del Santo Sepulcro, en estilo gótico occidental, que fue finalmente consagrada en 1149, en el 50 aniversario de la captura de la ciudad.
Fulco, renombrado comandante, tuvo que enfrentarse a un nuevo y peligroso enemigo: el atabeg Zengi de Mosul, que conquistó Alepo. Aunque durante todo su reinado consiguió mantenerlo a raya, Guillermo de Tiro criticó a Fulco por no haber asegurado mejor las fronteras. Los Estados cruzados del norte, además, comenzaron a resentirse de la soberanía de Jerusalén e intrigaron contra el rey. Fulco murió en un accidente durante una cacería en 1143, y Zengi aprovechó esta muerte para conquistar el condado de Edesa en 1144. La reina Melisenda, en aquel momento la regente de su hijo primogénito, Balduino III, designó un nuevo condestable que se convirtió en el nuevo jefe del ejército, Manasés de Hierges.
En 1147 llegó a Tierra Santa una Segunda Cruzada. Los componentes de esta Segunda Cruzada se encontraron en Acre en 1148. Para intentar frenar los avances de Zengi y de su hijo y sucesor Nur al-Din, los reyes cruzados Luis VII de Francia y Conrado III de Alemania decidieron atacar al emir de Damasco, aliado del reino de Jerusalén. Los cruzados occidentales veían en Damasco un objetivo fácil y el joven Balduino III, posiblemente deseoso de impresionar a los monarcas europeos, estuvo de acuerdo con los planes, que se llevaron a cabo a pesar de la oposición de la reina Melisenda y su condestable Manasés, quienes eran de la opinión de que el objetivo principal debería ser la ciudad de Alepo, ya que mediante su toma habría más posibilidades de reconquistar Edesa. La Cruzada acabó con la derrota de 1148 en el desastroso asedio de Damasco.

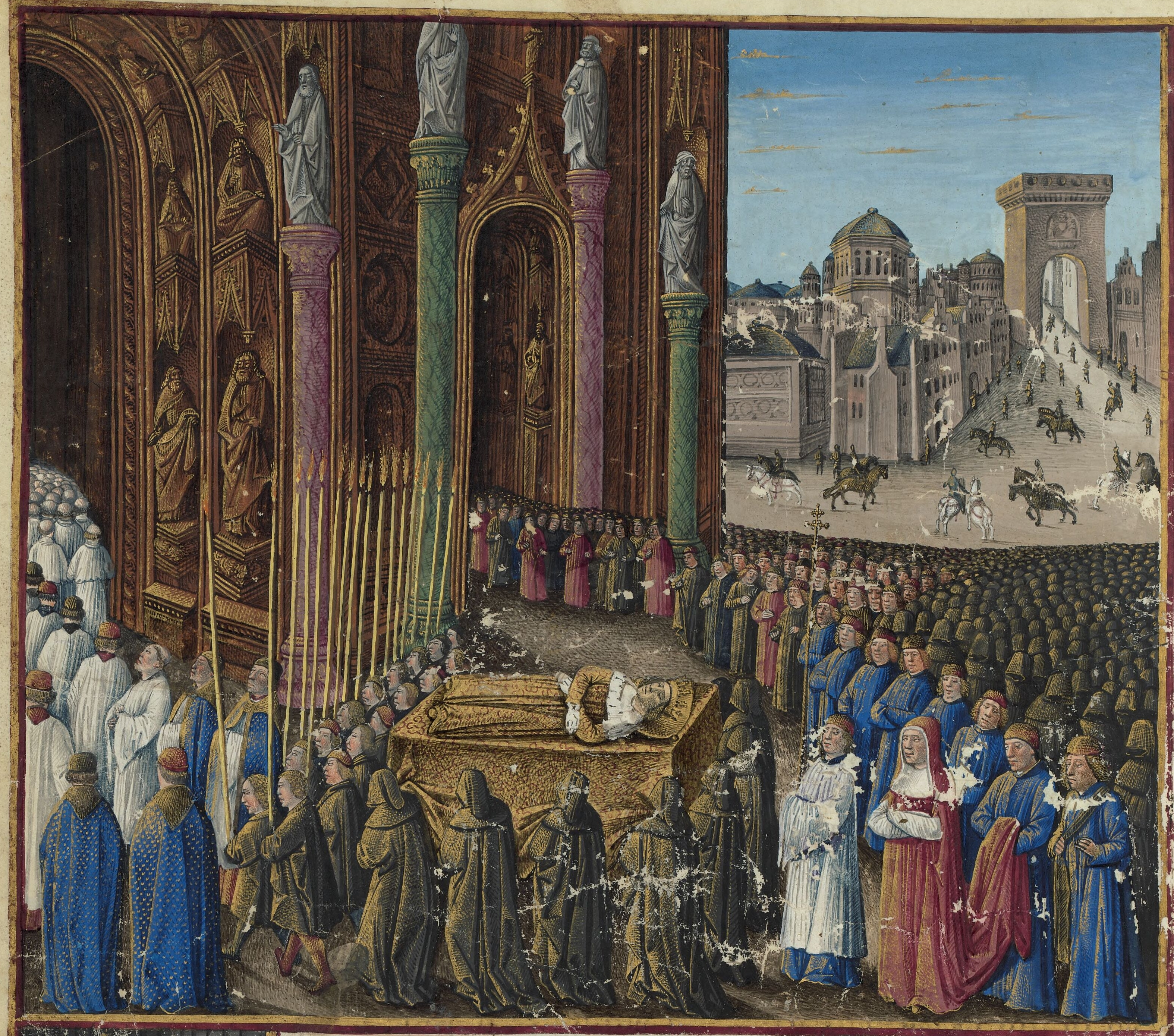
Funeral de Balduino I de Jerusalén.

Melisenda continuó su mandato como regente pese a que Balduino había llegado a la mayoría de edad. Finalmente Balduino derrocó a su madre en 1153; luego ambos llegaron a un acuerdo consistente en dividir el reino en dos: Balduino gobernaría desde Acre en el norte y Melisenda, en el sur desde Jerusalén, aunque los dos sabían de antemano que la situación era inestable. Así, Balduino muy pronto invadió los terrenos de su madre, derrotó a Manasés, y asedió a su madre en la Torre de David en Jerusalén. Melisenda finalmente se rindió y abandonó la regencia dejando a su hijo Balduino III como monarca. No obstante, Balduino al año siguiente la volvió a elegir como regente y consejera jefe. El rey conquistó a los califas fatimíes de Ascalón, su última plaza en la costa palestina. Al mismo tiempo, la situación general de los cruzados empeoraba cada día, ya que Nur al-Din consiguió tomar Damasco y de este modo se unificó toda Siria bajo su mandato.
Balduino III llevó a cabo la primera alianza directa con el Imperio bizantino, al casarse con Teodora Comneno, sobrina del emperador Manuel I Comneno. Manuel a su vez desposó a María de Antioquía, prima de Balduino. Pese a ello, el soberano jerosolimitano murió sin descendencia en 1162, un año después de su madre Melisenda, y el reino fue heredado por su hermano Amalarico I. El reinado de este se caracterizó por la lucha encarnizada por el control de Egipto entre Amalarico por un lado y, por otro, Nur al-Din y su astuto subordinado Saladino (no siempre deseoso de actuar). La primera expedición de Amalarico tuvo lugar en 1163, y una larga serie de variables conciertos entre Amalarico, los visires de Egipto y Nur al-Din hizo que se realizaran cuatro invasiones más de Egipto hasta el año 1169. Las campañas en Egipto fueron sufragadas por Manuel I Comneno y Amalarico se casó con otra sobrina de este emperador, María Comneno, aunque de hecho, no se llegó establecer una liga firme entre cruzados y bizantinos. Finalmente Amalarico no logró conquistar Egipto, y Nur al-Din obtuvo la victoria, estableciéndose Saladino como sultán de Egipto. Tanto la muerte de Amalarico como la de Nur al-Din en 1174 afianzaron el dominio de Saladino, cuyo gobierno se extendió rápidamente también por las posesiones sirias de Nur al-Din, rodeando completamente el reino cruzado.

## Desastre y recuperación

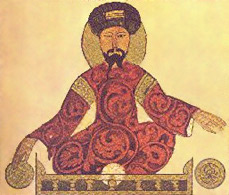
Saladino, en un códice árabe del.

A Amalarico le sucedió su hijo Balduino IV, enfermo de lepra desde la infancia. Durante su reinado el Estado comenzó a colapsarse internamente. Las alianzas matrimoniales desembocaron en dos facciones que competían entre sí. Una de ellas era el "partido de la Corte", que giraba alrededor de la familia real y cuyo líder era la madre de Balduino IV, la primera esposa de Amalarico, Inés de Courtenay (este matrimonio fue anulado por haber consanguinidad entre ambos, por lo que posteriormente se pudo casar, como se ha dicho, con María Comneno), quien tenía una gran influencia tanto en el reino como sobre su hijo Balduino IV. Inés, a su vez, era apoyada por un gran número de parientes recién llegados al reino, entre los que se incluían Reinaldo de Châtillon, Guido de Lusignan y Amalarico de Lusignan, a los que la reina madre daba su apoyo político. Heraclio, arzobispo de Cesarea y más tarde Patriarca, también apoyaba a Inés. La segunda facción estaba formada por el "partido de los nobles", cuyo líder era el conde de Trípoli Raimundo III, y al que a su vez apoyaba la nobleza que llevaba largo tiempo establecida en el Reino, descendientes todos ellos de los primeros cruzados, tales como la familia Ibelín. Balduino IV, al ser leproso, nunca podría casarse y por tanto dar un heredero al reino. De este modo, la sucesión se enfocó hacia su hermana Sibila. Raimundo de Trípoli, quien actuaba como regente al principio del reinado de Balduino IV, hizo casar a Sibila con Guillermo de Montferrato, del cual quedó embarazada del futuro Balduino V, pero al poco tiempo Guillermo murió. Mientras tanto, el partido de los nobles obtuvo un aliado muy poderoso, la madre política de Balduino IV, María Comnena, quien se casó con Balián de Ibelín.
Balduino IV llegó a la mayoría de edad en 1176 y a pesar de su enfermedad ya no tuvo necesidad alguna del apoyo legal de un regente. Siendo rey, derrotó a Saladino en la batalla de Montgisard en 1177, dando un respiro a Jerusalén frente a los continuos ataques de Saladino. Hacia 1180, la salud de Balduino era cada vez peor, y Sibila fue nuevamente casada por segunda vez con Guido de Lusignan, partidario de Inés y a quien se nombró regente del reino. Esta regencia encontró gran oposición por parte del partido de la nobleza, al que consideraban incompetente y se negaron a seguirle como líder en la guerra. En 1183 Raimundo y los nobles obligaron a que el hijo de Sibila, Balduino V, fuese coronado como copríncipe reinando junto con su tío Balduino IV, decidiéndose que al morir este su sobrino le heredaría, evitando completamente el mandato de Sibila y Guido.
Balduino IV murió en 1185, y Balduino V heredó el reino siendo su regente Raimundo. La crisis sucesoria hizo que se enviara una misión a Occidente con el fin de recabar ayuda, el patriarca  Heraclio viajó por todas las Cortes de Europa, pero nadie respondió a su llamada. La crónica de Ralph Niger explica que sus enormes gastos así como su opulenta vestimenta ofendían las sensibilidades de los europeos occidentales, ostentación que no consideraban adecuados para un Patriarca; concluyendo que si Oriente era tan rico como para permitir esos gastos, no había necesidad de ayuda alguna por parte de ellos. Heraclio ofreció el reino tanto a Felipe II de Francia como a Enrique II de Inglaterra; este último era sobrino nieto de Fulco, por lo que era primo de la familia real y además había prometido ir a la Cruzada varios años antes, tras el asesinato de Tomás Becket. No obstante, prefirió permanecer en su reino para defender sus territorios. Según Ralph, el Patriarca Heraclio llegó a ofrecer la corona a cualquier otro príncipe que acudiera a Tierra Santa, pero nadie mostró el más mínimo interés.
Balduino V era un niño enfermizo y murió al año siguiente. El reino entonces fue heredado por su madre Sibila, con la condición de que su matrimonio con Guido de Lusignan fuera anulado, con lo que ella estuvo de acuerdo siempre y cuando pudiera elegir a su siguiente marido. Sibila, al ser coronada, eligió como esposo otra vez a Guido. El "partido de los nobles" había sido burlado, por lo que intentaron llevar a cabo un golpe de Estado, eligiendo como reina a la hermanastra de Balduino y Sibila llamada Isabel, casada con Hunfredo IV de Torón. No obstante, Hunfredo no quiso iniciar una guerra civil, y abandonó el partido de los nobles. Raimundo, disgustado, volvió a Trípoli, y con él otros nobles tales como Balduino de Ibelín.

### Pérdida de Jerusalén y Tercera Cruzada

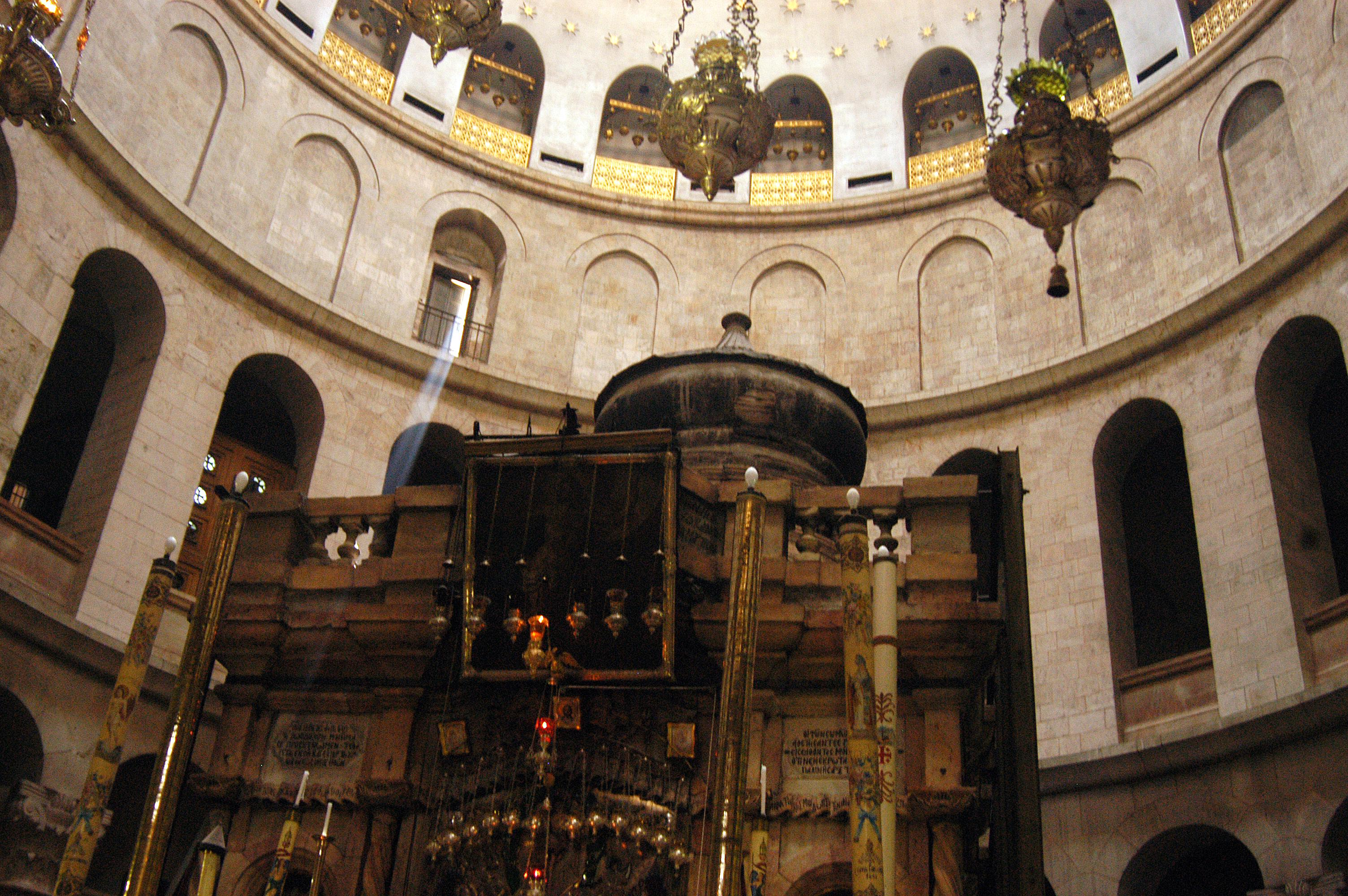
Interior de la Iglesia del Santo Sepulcro, sobre el Monte Gólgota.

Guido de Lusignan demostró ser un pésimo gobernante. Su mejor aliado, Reinaldo de Châtillon, señor de la Transjordania y de la fortaleza de Kerak (bandido con el título de caballero que no se consideraba atado por las treguas firmadas), provocó a Saladino llevándole a una guerra abierta al atacar caravanas musulmanas y amenazando la propia Meca mediante ataques piratas a los barcos de peregrinos. El ataque llevado a cabo contra una caravana en la que viajaba la hermana de Saladino fue la gota que colmó el vaso. Para empeorar las cosas, Raimundo de Trípoli se había aliado con Saladino contra Guido y le había permitido que ocupara su feudo de Tiberíades con una pequeña guarnición. Guido, de hecho, estaba a punto de atacar a Raimundo hasta que Balián de Ibelín y el "partido de los nobles" consiguió que se reconciliaran en 1187, y de este modo ambos se unieron para atacar a Saladino en Tiberíades. Sin embargo, Guido y Raimundo no fueron capaces de ponerse de acuerdo para hacer un plan de ataque, y el 4 de julio de 1187, el ejército del reino fue vencido totalmente en la batalla de los Cuernos de Hattin. Reinaldo fue ejecutado personalmente por Saladino y Guido quedó prisionero en Damasco. A lo largo de los meses siguientes, Saladino reconquistó la totalidad del reino, a excepción del puerto de Tiro, que consiguió defenderse dirigido por el recién llegado Conrado de Montferrato.
La consiguiente toma de Jerusalén en octubre de ese año conmocionó a Europa, lo que sirvió para que se llevara a cabo la Tercera Cruzada, que llegó a las costas de Tierra Santa en 1189, liderada por Ricardo Corazón de León y Felipe II de Francia, también conocido como Felipe Augusto (Federico I Barbarroja precisamente murió en el camino hacia la Cruzada, ahogado al cruzar un río). Gracias al esfuerzo de Ricardo la mayor parte de las ciudades costeras de Siria fueron nuevamente conquistadas por las cruzados, en especial la ciudad de Acre, aunque en este caso tras un largo asedio en el que el patriarca Heraclio, la reina Sibila y otros muchos murieron de una epidemia. Guido de Lusignan, a quien se le negó la entrada en la ciudad de Tiro cuando Conrado de Monferrato la defendía, ahora no tenía derecho legal alguno sobre el reino de Jerusalén y la sucesión pasó a Isabel, la hermanastra de la reina Sibila. Conrado argumentó contra el matrimonio de Isabel con Hunfredo diciendo que era ilegal, ya que ella tenía 11 años cuando se llevó a cabo, y con el apoyo de Felipe II de Francia y los cruzados franceses anuló dicho vínculo. De este modo Conrado se casó con Isabel, pero reinó por poco tiempo ya que fue apuñalado por la secta de los "Asesinos". Isabel rápidamente volvió a casarse con el conde Enrique II de Champaña. A Guido, en compensación por todo lo acontecido, se le otorgó el recién creado reino de Chipre, isla que había conquistado Ricardo Corazón de León camino de Acre.
Mientras, Ricardo y Felipe peleaban entre ellos hasta que finalmente Felipe regresó a Francia. Ricardo derrotó a Saladino en la batalla de Arsuf en 1191 y en la batalla de Jaffa en 1192; sin embargo no pudo recobrar Jerusalén ni tampoco territorio alguno del interior del reino. La Cruzada llegó a su fin pacíficamente, con el Tratado de Ramala que se negoció en 1192; Saladino autorizó el peregrinaje a la ciudad de Jerusalén, permitiendo que los cruzados llevaran a cabo sus votos para después todos ellos volver a su tierra. Los cruzados nativos nobles reconstruyeron el reino, o lo que quedaba de él, desde la ciudad de Acre así como desde otras ciudades costeras.

## El Reino de Acre
Durante los cien años siguientes, el Reino de Jerusalén se mantuvo en vida como un reino diminuto abrazado en la costa siria. Su capital fue Acre, y apenas incluía un par de ciudades destacadas (Beirut y Tiro), así como soberanía sobre Trípoli y Antioquía. Saladino murió en 1193, y sus hijos lucharon entre ellos tanto como él había luchado con el reino cruzado. Enrique de Champaña murió en un accidente en 1197 e Isabel se casó por cuarta vez con Amalarico de Lusignan, el hermano de Guido. Se fraguó una nueva Cruzada, que sería la Cuarta, pero fue un fracaso absoluto, ya que no se hizo contra los infieles sino contra los propios cristianos, y finalizó con la toma y saqueo de Constantinopla en 1204, con lo cual ni uno solo de los cruzados llegó al Reino de Jerusalén.

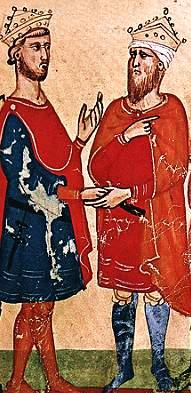
Federico II (izquierda) conoce a al-Kamil (derecha).

Isabel y Amalarico murieron en 1205 y otra vez una niña menor de edad, María, hija de Isabel y Conrado de Montferrato, se convirtió en la reina de Jerusalén. En 1210 (con 18 años) María se casó con un experimentado caballero de sesenta años, Juan de Brienne, quien fue capaz de mantener seguro el reino. Se hicieron planes para recuperar Jerusalén conquistando previamente Egipto, lo que se intentó mediante la fallida Quinta Cruzada contra Damieta en 1217, en la cual Juan de Brienne también intervino. Posteriormente Juan viajó por toda Europa buscando ayuda para el reino, pero solo la obtuvo del emperador Federico II Hohenstaufen, que se casó con Yolanda, la hija de María y Juan. Federico II llevó a cabo la Sexta Cruzada en 1228, y reclamó el Reino de Jerusalén en nombre de su esposa, del mismo modo que había hecho Juan (y que ya no podía hacer dado que María había muerto). Los nobles de Ultramar, liderados por Juan de Ibelín, se resintieron de los intentos del Emperador de imponer su mandato sobre el reino, lo que derivó en una serie de confrontaciones militares tanto en tierra firme como en la isla de Chipre. Mientras tanto, sorprendentemente, Federico II consiguió recuperar Jerusalén mediante un tratado con el sultán ayubí al-Kamil. Dicha recuperación fue efímera ya que apenas incluía una franja de tierra que permitiera defender la ciudad, de modo que en 1244 la ciudad nuevamente fue reconquistada por los ayubíes. Se llevó a cabo una nueva Cruzada (la Séptima) bajo el mandato de Luis IX de Francia, pero sus resultados fueron casi nulos a excepción de que consiguió que los ayubíes fueran reemplazados por los mamelucos, mucho más poderosos y que se convirtieron en 1250 en los peores enemigos de los cruzados.
De 1229 hasta 1268, los monarcas vivieron en Europa y normalmente tenían un reino mucho mayor del que preocuparse. Los reyes de Jerusalén estaban representados por validos y regentes. El título de Rey de Jerusalén fue heredado por Conrado IV el Germánico, hijo de Federico II y Yolanda, y después por el hijo de aquel, Conradino. Con la muerte de Conradino el reino pasó a Hugo III de Chipre. El reino se enzarzó en disputas entre los nobles de Chipre y la tierra firme, entre lo que quedaba de los nobles del Condado de Antioquía y el Condado de Trípoli (ahora unificados) y cuyos gobernantes rivalizaban por ser los que más influían en Acre, y, por otra parte con las ciudades estado italianas y sus intereses comerciales. Todas estas disputas desembocaron en la llamada "Guerra de San Sabas" en Acre en 1257. Después de la Séptima Cruzada ya no llegaba desde Europa ningún ejército al reino, aunque en 1277 Carlos de Anjou compró el título de rey de Jerusalén a un pretendiente al trono. Nunca puso un pie en Acre pero sí envió un representante, quien, al igual que los representantes de Federico II anteriormente, fue rechazado por la nobleza de Ultramar.
En sus últimos años, las pocas esperanzas de los cruzados estaban en los mongoles, a quienes se suponía partidarios de los cristianos. Aunque los mongoles invadieron Siria en varias ocasiones, también fueron repetidamente rechazados por los mamelucos, siendo la batalla más notable la de Ain Jalut en 1260. Los mamelucos, bajo la égida del sultán Baibars, se vengaron del Reino, prácticamente indefenso, conquistando una a una las pocas ciudades que le quedaban, hasta llegar a Acre, el último bastión, que fue conquistado por el sultán Khalil en 1291.
Así, el Reino de Jerusalén desapareció de la Tierra Santa, pero los reyes de Chipre durante décadas urdieron planes para regresar, planes que nunca se llevaron a cabo. Durante la Baja Edad Media y hasta la dinastía trastámara napolitana, varios potentados europeos utilizaron el título de reyes de Jerusalén.

## Escudo de armas y título de rey de Jerusalén
El escudo de armas del Reino de Jerusalén muestra una cruz potenzada de oro cantonada de cuatro crucetas de lo mismo en campo de plata, lo que es una ya famosa excepción de la regla heráldica que prohíbe poner metal sobre metal, o color sobre color. Es uno de los primeros escudos de los que se tiene noticia. Las cruces son griegas, una más de las muchas influencias bizantinas de este reino.
Actualmente dos linajes principales (chipriota y napolitana) pretenden el título de rey de Jerusalén, entre los que están el rey de España y los pretendientes al trono de Italia, Francia, Dos Sicilias, Austria-Hungría, etc.

## Señoríos
| - Señorío de Ascalón - Señorío de Arsuf - Belfort - Belinas - Bethgibelin - Señorío de Bethsan | - Señorío de Beirut - Blanchegarde - Caymont - Señorío de Cesarea - Principado de Galilea - Señorío de Hebrón | - Ibelín - Señorío de Jaffa - Señorío de Mirabel - Señorío de Nazaret - Señorío de Transjordania - Rama Lydda | - Sabaste - Scandelion - Señorío de Sidón - Señorío de Torón |